# 魏树旺
魏树旺（1967年12月—），河北清苑人，汉族，中国共产党党员。中华人民共和国政治人物、贵州省人民政府党组成员、办公厅党组书记、主任，第十三届全国人民代表大会贵州省代表。

## 生平
1992年毕业于北京师范大学思想政治专业。
2010年，出任六盘水市委常委，历任六盘水副市长、市委副书记，遵义市委副书记、副市长等职务。
2016年，任遵义市市长。2018年2月，调任贵州省人民政府秘书长，但2018年3月旋即返回遵义，继续担任遵义市市长。2019年8月任中共遵义市委书记。
2018年，魏树旺被选为贵州省出席第十三届全国人民代表大会代表。
2022年6月，任贵州省人民政府党组成员、省人民政府办公厅党组书记、主任。2022年7月，再度担任贵州省人民政府秘书长。